# Guerra anglo-zanzibariana
La guerra anglo-zanzibariana fu combattuta tra il Regno Unito e il Sultanato di Zanzibar il 27 agosto 1896. Il conflitto durò 38 minuti ed è considerato la guerra più breve della storia.
La causa immediata della guerra fu la morte del sultano filo-britannico Ḥamad bin Thuwayni il 25 agosto 1896 e la conseguente ascesa al trono del sultano Khālid bin Barghash. Le autorità britanniche gli avrebbero invece preferito Ḥamūd bin Muḥammed, poiché era favorevole ai loro interessi. In conformità a un trattato firmato nel 1886, una condizione per ambire al trono del sultanato era che il candidato ottenesse il permesso del console britannico e Khālid non aveva soddisfatto questo requisito.
I britannici considerarono questo un casus belli ed inviarono un ultimatum a Khālid, imponendogli di ordinare alle sue truppe di ritirarsi e abbandonare il palazzo reale. Khālid convocò la sua guardia personale e si barricò all'interno del palazzo. L'ultimatum scadde alle ore 09:00 del 27 agosto; i britannici avevano allestito un contingente di 5 navi e 1050 uomini, tra Marines e marinai. Il sultano schierò nella zona del porto circa 900 uomini. Il contingente della Royal Navy era posto sotto il comando del contrammiraglio Harry Rawson e dal generale di brigata Lloyd Mathews; l'esercito di Zanzibar era comandato dal sultano.
Il palazzo reale di Zanzibar era difeso da 2800 uomini, la maggior parte dei quali era stata reclutata tra la popolazione civile, ma era anche inclusa la guardia del palazzo e diverse centinaia di servi e schiavi dell'harem. I difensori avevano diversi pezzi di artiglieria e mitragliatrici che erano stati posti davanti al palazzo dopo l'avvistamento delle navi britanniche. Alle 09:02 fu aperto un bombardamento che mandò in fiamme il palazzo reale e neutralizzò l'artiglieria di difesa.
Una piccola azione navale ebbe luogo con l'affondamento da parte degli inglesi dello yacht reale del sultano e di due imbarcazioni più piccole; alcuni colpi furono sparati inutilmente contro le truppe britanniche dall'esercito zanzibariano mentre i Marines si dirigevano verso il palazzo. La bandiera reale che sventolava sul palazzo fu abbattuta. Il fuoco cessò alle 09:40. L'esercito del sultano subì circa 500 vittime (tra morti e feriti), mentre solo un marinaio britannico rimase ferito.
Il sultano Khālid ricevette asilo dal consolato tedesco prima di fuggire nell'Africa Orientale Tedesca. Gli inglesi misero rapidamente Ḥamūd al potere, alla testa di un governo fantoccio. La guerra segnò la fine dell'indipendenza di Zanzibar e l'inizio di un periodo di forte influenza britannica.

## Contesto storico

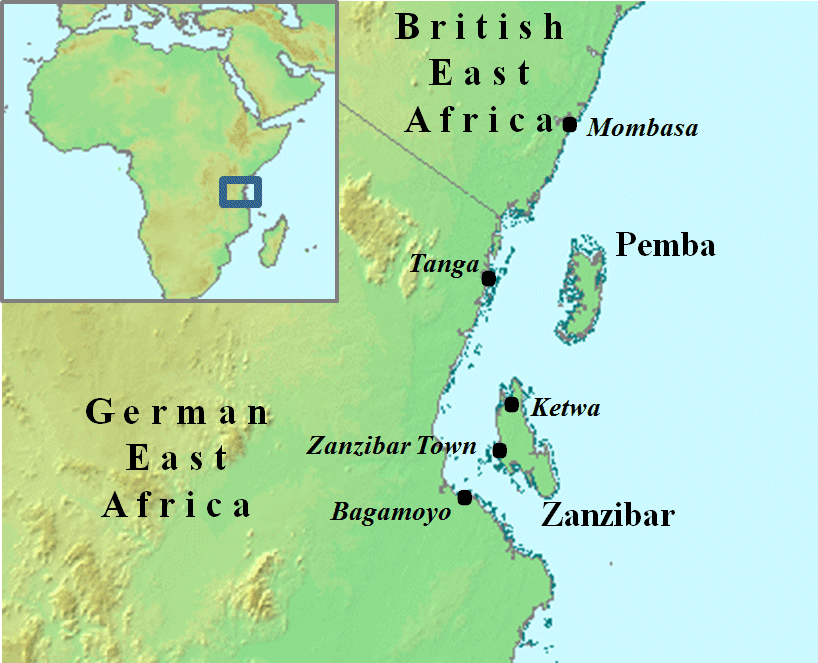
Zanzibar e l'Africa

Zanzibar era uno stato insulare composto da due isole principali, Unguja e Pemba, e numerose isole minori, situato nell'Oceano Indiano, al largo delle coste del Tanganica, oggi parte della Tanzania.
L'isola principale, Unguja, era sotto il controllo nominale dei sultani dell'Oman fin dal 1698, quando vennero cacciati i coloni portoghesi che dominavano l'isola fin dal 1499. Nel 1858 il Sultano Majīd bin Saʿīd dichiarò l'indipendenza dell'isola, dividendo il suo sultanato da quello dell'Oman. L'indipendenza fu riconosciuta dalla Gran Bretagna. Nel giugno del 1873 Barghash bin Sa'id di Zanzibar, il successivo sultano e padre di Khalid, fu costretto da un ultimatum britannico e da una minaccia di embargo ad abolire il commercio degli schiavi, anche se fu scoperto in seguito che le istruzioni di Londra proibivano si intraprendesse immediatamente un'azione aggressiva nel caso questo ultimatum fosse stato inizialmente respinto.
I sultani successivi stabilirono la loro capitale e sede del governo a Stone Town, dove era stato edificato un complesso di palazzi di fronte al mare. Nel 1896, il palazzo reale era costituito da un corpo principale, dal Beit al-ḥukm, un harem a questo collegato, e dal Beit al-Ajāʾib o Casa delle Meraviglie, un palazzo cerimoniale che fu il primo edificio in Africa orientale ad essere fornito di energia elettrica. Il complesso era stato costruito per lo più con legno locale e non era stato progettato come struttura difensiva. Tutti gli edifici principali erano l'uno accanto all'altro, e collegati da gallerie, poste sopra il livello della strada, rivestite di legno.
La Gran Bretagna aveva avuto un lungo periodo di rapporti con Zanzibar ed aveva riconosciuto la sovranità dell'isola e il suo sultanato nel 1886. Di conseguenza aveva in generale mantenuto relazioni amichevoli con il paese e la sua dinastia di sultani. Tuttavia, anche la Germania era interessata all'Africa orientale, e alla fine del XIX secolo le due potenze si contendevano il controllo dei diritti commerciali su quel territorio.
Il sultano Khalīfa aveva concesso i diritti sulla terra del Kenya alla Gran Bretagna e quelli sul Tanganica alla Germania. Il provvedimento ebbe come diretta conseguenza l'abolizione della schiavitù in quelle terre oltre che l'estromissione di gran parte della classe dirigente araba dal commercio dell'avorio. Il danno derivante a questi dall'interruzione di affari così redditizi scatenò alcune rivolte. Inoltre, le autorità tedesche del Tanganica rifiutarono di far sventolare sugli edifici pubblici e militari la bandiera del sultanato di Zanzibar. Questo affronto portò a scontri armati tra le truppe tedesche e la popolazione locale. I disordini provocarono la morte di 20 arabi.
Il sultano Khalīfa inviò truppe guidate dal generale zanzibariano Lloyd Mathews, un britannico ex tenente della Royal Navy, per ristabilire l'ordine nel Tanganica. L'operazione riscosse notevole successo, ma i sentimenti antitedeschi tra la gente di Zanzibar rimasero forti. Inoltre altre ribellioni scoppiarono a Bagamoyo, dove furono uccisi dall'esercito tedesco 150 nativi, e a Ketwa dove furono assassinati funzionari tedeschi e diversi loro servitori.
In seguito, Khalīfa concesse i diritti commerciali sulla regione alla Compagnia britannica dell'Africa Orientale (IBEAC) che, con l'aiuto tedesco, istituì un blocco navale per fermare il commercio di schiavi. Dopo la morte di Khalīfa, nel 1890, ascese al sultanato ʿAlī bin Saʿīd. Questi vietò il commercio interno di schiavi (ma non la proprietà), proclamò Zanzibar protettorato britannico e nominò Lloyd Mathews Primo ministro alla guida del suo gabinetto. Ai britannici venne inoltre garantito il diritto di veto sulla futura nomina dei sultani.
L'anno dell'ascesa di Ali vide anche la firma del trattato di Helgoland-Zanzibar tra Gran Bretagna e Germania. Questo trattato delimitò ufficialmente le sfere di influenza in Africa orientale con il passaggio dei diritti commerciali su Zanzibar dalla Germania al Regno Unito. Ciò pose Zanzibar definitivamente sotto l'influenza del governo britannico che la utilizzò per eradicare la schiavitù, un obiettivo che perseguiva già dal 1804.
Nel 1893 Ḥamad bin Thuwaynī succedette ad ʿAlī bin Saʿīd. Ḥamad mantenne stretti rapporti diplomatici con i britannici, ma tra i suoi sudditi serpeggiava il dissenso verso il crescente controllo economico e militare di Londra sul paese e per l'abolizione del prezioso commercio di schiavi. Al fine di prevenire e reprimere eventuali rivolte, le autorità di Sua Maestà autorizzarono il sultano a creare una guardia del corpo, di 1000 uomini, per il palazzo reale, ma queste truppe si trovarono presto coinvolte in scontri con la polizia britannica. Anche i residenti europei in città di Zanzibar espressero diverse lamentele sulle attività delle guardie del corpo del sultano.

## La guerra

### 25 agosto

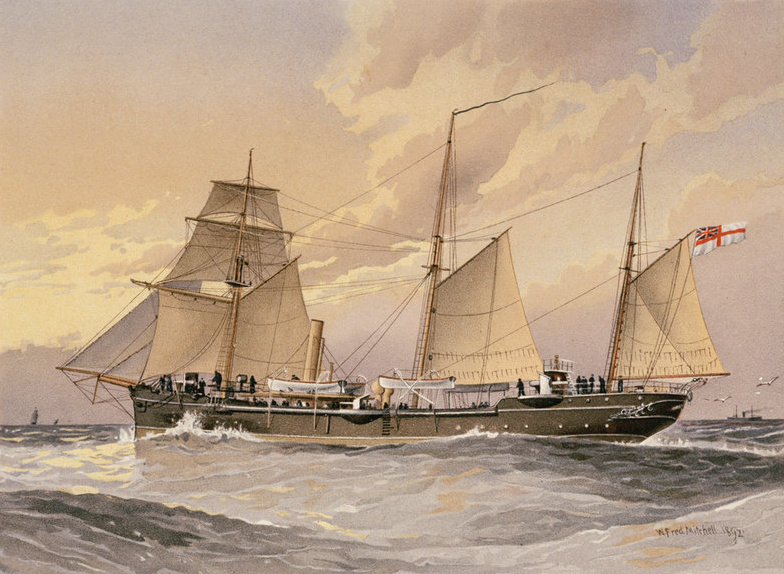
La HMS Thrush

Il trentanovenne Sultano Ḥamad morì improvvisamente alle 11:40 EAT (08:40 UTC) del 25 agosto 1896. Il nipote Khālid bin Bargash, di 21 anni, sospettato da alcuni di assassinio, si insediò nel complesso del palazzo di Stone Town senza l'approvazione britannica, violando il trattato siglato dal sultano Ali.
Inoltre, il governo britannico avrebbe preferito che fosse Ḥamūd bin Muḥammed, altro membro della famiglia reale e favorevole al dominio britannico, a succedere al sultano Ḥamad. Khālid fu ammonito dal console e agente diplomatico di Zanzibar, Basil Cave e dal generale Mathews, che lo invitarono a riflettere attentamente sulle sue decisioni. Khālid aveva peraltro ricevuto avvertimenti analoghi già tre anni prima, quando aveva rivendicato il sultanato alla morte di ʿAlī; allora, il console generale britannico, Rennell Rodd, lo aveva convinto dei pericoli derivanti da una tale azione.
Khalid tuttavia ignorò l'avvertimento di Cave e arruolò una milizia posta sotto il comando di Ṣāleḥ, il comandante delle guardie del palazzo. Al termine della giornata erano stati reclutati 2800 uomini, armati per lo più con fucili e moschetti antiquati. Gran parte della formazione era costituita da civili, sebbene lo stuolo includesse anche 700 àscari zanzibariani, che si erano schierati con Khālid. Il sultano disponeva di un'artiglieria, composta da diverse mitragliatrici Maxim, una Gatling, un cannone in bronzo del XVII secolo e due cannoni da campo da 12 libbre, rivolti verso le navi britanniche alla fonda nel porto. Questi erano stati regalati al sultano da Guglielmo II, il Kaiser tedesco. Le truppe del sultano avevano anche preso possesso della marina zanzibariana che consisteva in uno sloop di legno, l'HHS Glasgow, donato come panfilo reale al sultano nel 1878, riconvertendo la fregata britannica HMS Glasgow.
Mathews e Cave iniziarono a radunare i propri uomini, già consistenti in 900 àscari zanzibariani agli ordini del tenente Arthur Edward Harington Raikes del Reggimento di Wiltshire, che era stato assegnato all'esercito di Zanzibar e deteneva le funzioni di generale di brigata. 150 tra marinai e Marines furono sbarcati dall'incrociatore protetto della classe Pearl HMS Philomel e dalla cannoniera HMS Thrush, che erano ancorati in porto. Il contingente navale, sotto il comando del capitano O'Callaghan, arrivò a terra entro quindici minuti per essere pronto ad affrontare qualsiasi eventuale rivolta della popolazione locale. Un contingente più piccolo di marinai, sotto il tenente Watson della Thrush, fu sbarcato a terra per proteggere il consolato britannico, dove i cittadini britannici furono invitati a riunirsi per migliore protezione. La HMS Sparrow, un'altra cannoniera, entrò nel porto e fu ancorata di fronte al palazzo, in prossimità della Thrush.
I diplomatici britannici nutrivano in realtà qualche preoccupazione riguardo l'affidabilità degli àscari di Raikes, nonostante tale corpo avesse mostrato costante disciplina in addestramento e affidabilità durante le numerose spedizioni in Africa orientale. Gli àscari sarebbero stati infatti le uniche truppe a terra esposte al fuoco dei difensori. Le truppe di Raikes erano armate con due mitragliatrici Maxim e un cannone da nove libbre ed erano di stanza presso il consolato britannico. Il sultano tentò di ottenere protezione dal console statunitense, Richard Dorsey Mohun, chiedendogli di riconoscere la sua ascesa al trono ma al messaggero fu risposto che «poiché che la sua ascesa non è stata verificata dal governo di sua Maestà, è impossibile rispondere».
Cave continuò ad inviare messaggi a Khālid chiedendogli di dimettersi, sciogliere le sue truppe, lasciare il palazzo e tornare nella sua abitazione. Tali messaggi non sortirono l'effetto sperato e Khalid rispose che si sarebbe proclamato sultano alle ore 15:00. Cave gli comunicò che ciò sarebbe stato considerato un atto di ribellione, poiché il sultanato di Khālid non aveva ricevuto il permesso del governo britannico. Alle 14:30 il defunto Sultano Ḥamad fu sepolto e, esattamente 30 minuti dopo, 21 salve di cannone dal palazzo del governo salutarono la proclamazione del sultanato di Khālid. Cave non poteva aprire le ostilità senza l'approvazione esplicita del proprio governo e telegrafò il seguente messaggio al Foreign Office del gabinetto di Lord Salisbury a Londra: «Siamo autorizzati, in caso di fallimento di tutti i tentativi di una risoluzione pacifica, ad aprire il fuoco contro il palazzo con le men of war?». Nel frattempo, Cave chiese a tutti i consoli stranieri di mantenere tutte le bandiere a mezz'asta in onore del defunto Ḥamad. L'unica bandiera a garrire fu una grande bandiera rossa, dal palazzo di Khalid. Cave chiese inoltre ai vari consoli di non riconoscere Khālid come sultano, cosa cui tutti accondiscesero.

### 26 agosto

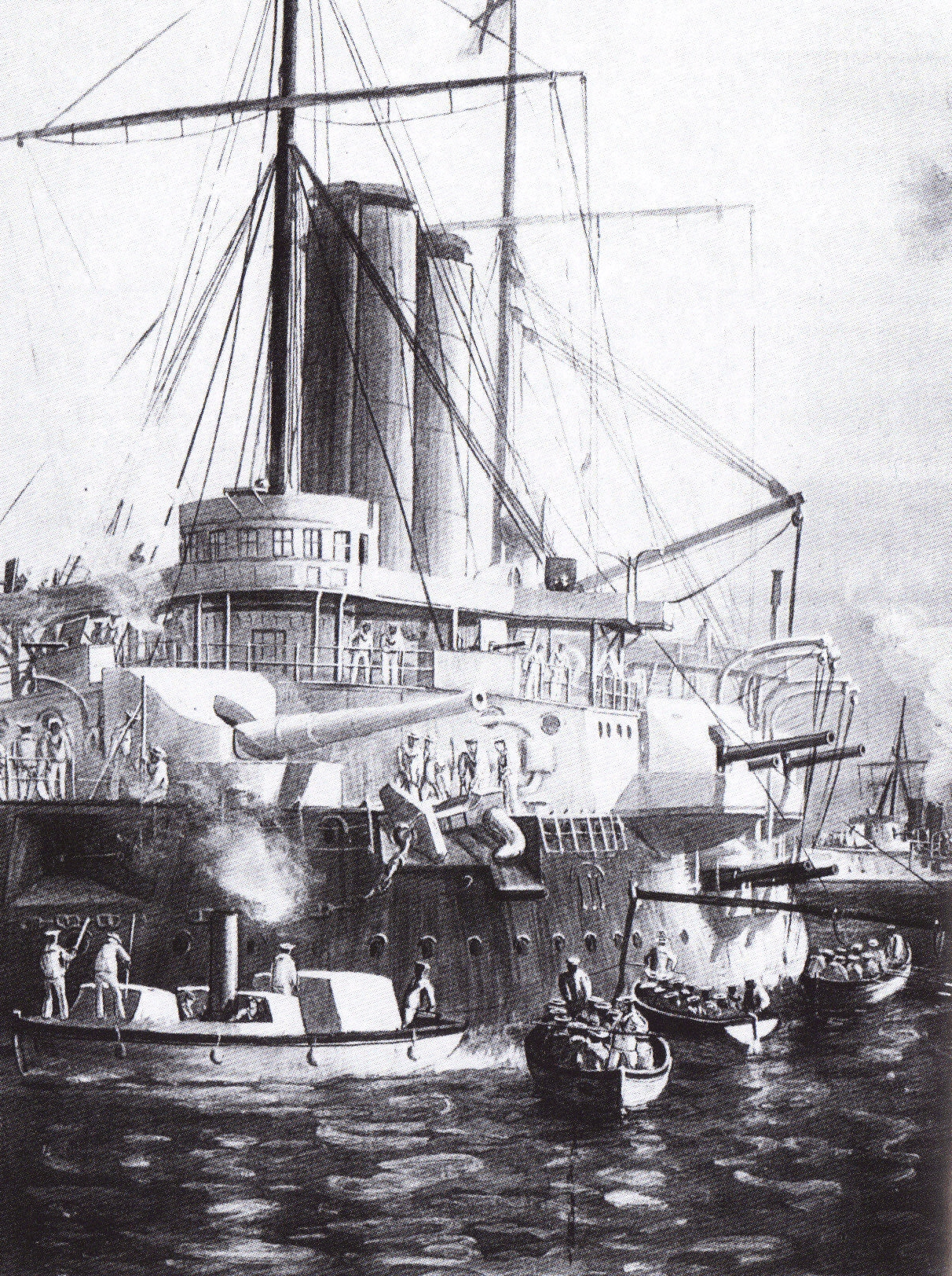
La HMS St George e la HMS Philomel

Alle 10:00 del 26 agosto arrivò a Stone Town l'incrociatore di classe Archer Racoon che fu ancorato in linea con le cannoniere Thrush e Sparrow. Alle 14:00 giunse in porto anche l'incrociatore di classe Edgar HMS St George, ammiraglia della Cape and East Africa Station. A bordo vi erano l'ammiraglio Harry Rawson e i marines britannici. Alla squadra si aggiungeva anche l'incrociatore di terza classe Philomel, una nave con 8 cannoni da 120mm. Più o meno contemporaneamente giunse un dispaccio telegrafico di Lord Salisbury, che autorizzava l'ammiraglio ad avvalersi di ogni risorsa a sua disposizione per rimuovere Khalid dal potere. Il dispaccio recitava: «Siete autorizzati ad adottare tutte le misure che considererete necessarie, e la vostra operazione sarà supportata dal governò di Sua maestà. Tuttavia, non intraprendete nessuna azione che non siate certi di realizzare con successo.»
Cave tentò ulteriori negoziati con Khālid ma fallì, e Rawson inviò un ultimatum, richiedendo al neosultano di ammainare la sua bandiera e sgomberare il Palazzo entro le 09:00 del 27 agosto altrimenti sarebbe stato aperto il fuoco. Durante il pomeriggio, tutte le navi mercantili furono evacuate dal porto e le donne britanniche e i bambini imbarcati per la loro sicurezza sulla St George e su una nave della British India Steam Navigation Company. Quella notte, il console Mohun osservò che: «Il silenzio che gravava su Zanzibar era spaventoso. Solitamente si udivano battiti di tamburi o pianti di neonati, ma quella notte non c'era assolutamente nessun suono».

### 27 agosto

La disposizione delle navi

Alle 08:00 di mattina del 27 agosto Khālid inviò un messaggero con la richiesta di avviare una trattativa; il console replicò che l'unico modo per scongiurare un intervento armato britannico era che egli accettasse i termini dell'ultimatum. Alle 08.30 venne inviato da Khalid un altro messaggero che dichiarò: «Non abbiamo intenzione di ammainare la nostra bandiera e non crediamo che aprirete il fuoco contro di noi»; Cave rispose: «Non vogliamo aprire il fuoco, ma se non farete come vi è stato ordinato, lo apriremo certamente». Alle 08:55, non avendo ricevuto ulteriori messaggi dal palazzo, a bordo della San Giorgio Rawson diede il segnale di «prepararsi all'azione».
Esattamente alle 09:00, il generale Lloyd Mathews ordinò alle navi inglesi di iniziare il bombardamento. Alle 09:02 la Racoon, la Thrush e la Sparrow aprirono contemporaneamente il fuoco contro il palazzo. Il primo colpo della Thrush mise immediatamente fuori uso uno dei cannoni arabi da 12 libbre. Nel grande palazzo in legno erano presenti tremila difensori compresi i servitori e gli schiavi che, protetti da semplici barricate di casse, balle e gomma, patirono diverse vittime a causa dei proiettili ad alto potenziale esplosivo. Nonostante i primi rapporti avessero indicato che il sultano fosse stato catturato e il governo avesse ordinato che venisse esiliato in India, Khālid riuscì a lasciare il palazzo.
Un corrispondente della Reuters riferì che «il sultano è fuggito al primo sparo con tutti i leader arabi, lasciando i propri schiavi e seguaci a portare avanti la lotta», ma altre fonti riferirono che fosse rimasto nel palazzo più a lungo. Il bombardamento cessò intorno alle 09:40, quando ormai il palazzo e l'harem attiguo avevano preso fuoco, l'artiglieria del sultano era stata messa a tacere e la sua bandiera falciata.

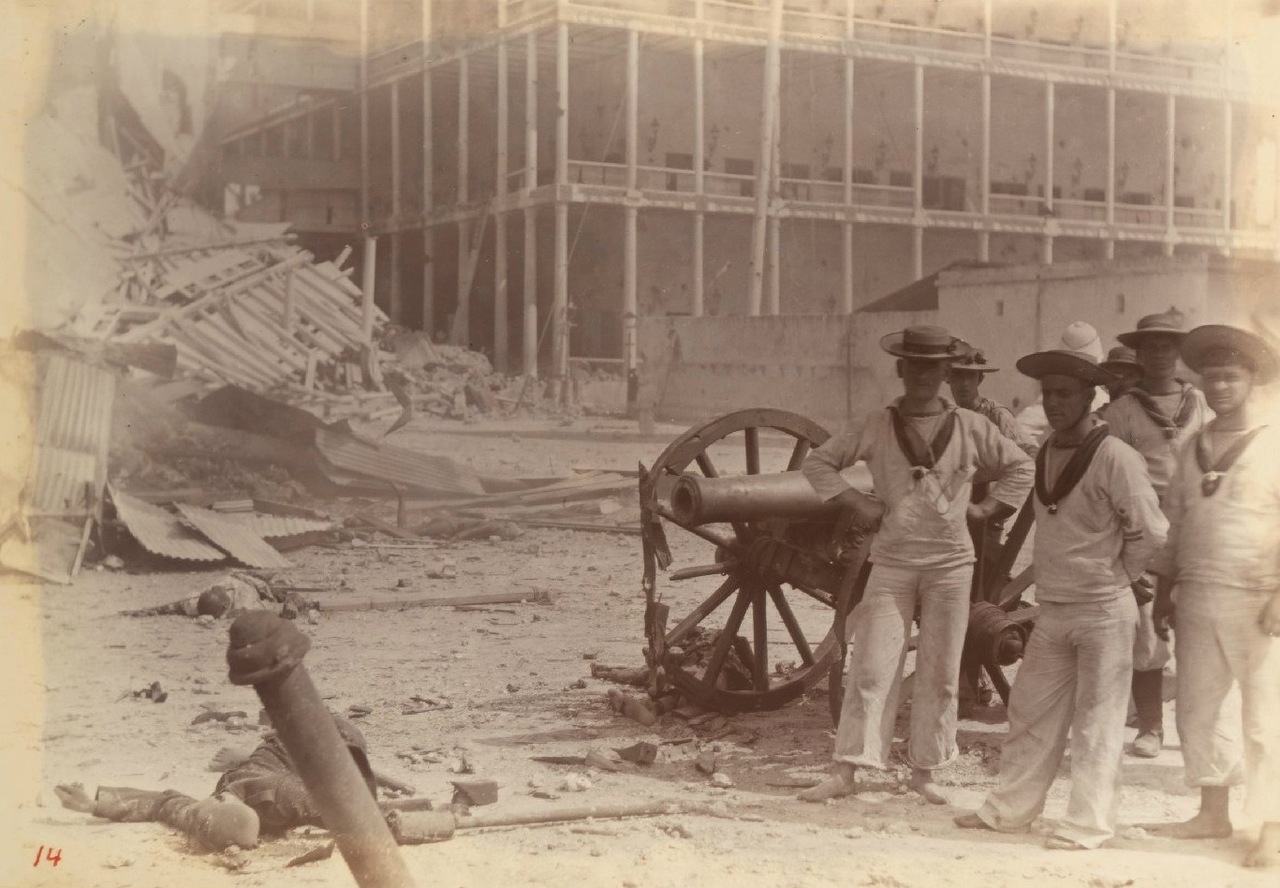
Il complesso del palazzo dopo il bombardamento.

Durante il bombardamento avvenne un piccolo scontro navale quando alle 09:05 l'obsoleto Glasgow, il panfilo reale, colpì col fuoco dei suoi 9 cannoni da 7 libbre e di una mitragliatrice Gatling l'incrociatore St. George. Il fuoco in risposta causò l'affondamento della nave, ma la ridotta profondità del porto permise ai tre alberi della nave di affiorare dalle acque. Sul Glasgow venne issata una bandiera britannica in segno di resa e i soldati zanzibariani furono salvati dai marinai britannici con le lance. La Thrush affondò anche due lance a vapore da cui gli equipaggi zanzibariani avevano sparato con i loro fucili.
A terra avvenne solo una piccola scaramuccia, quando gli uomini di Khālid spararono sugli àscari di Raikes, peraltro con scarsi risultati, mentre questi si avvicinavano al Palazzo. I combattimenti cessarono con la fine del bombardamento. La città e il palazzo erano sotto il pieno controllo inglese. Nel pomeriggio Hamud bin Muhammed, fu nominato sultano, subendo però una notevole riduzione dei propri poteri. Le navi britanniche e i relativi equipaggi avevano sparato durante la battaglia circa 500 colpi di cannone, 4100 colpi di mitragliatrice e 1000 colpi di fucile.

## Conseguenze
Circa 500 zanzibariani, tra uomini e donne, furono uccisi o feriti durante il bombardamento, anche se la maggior parte delle morti avvenne a causa dell'incendio che interessò il palazzo. Non è noto quante di queste vittime fossero combattenti; le truppe armate di Khālid furono dichiarate «decimate». I britannici non ebbero morti tra i propri uomini, ma un solo ferito grave: un petty officer della Thrush, che in seguito si riprese.
Sebbene la maggior parte degli abitanti di Zanzibar si fosse schierata con i britannici, i quartieri indiani furono assaltati e depredati dagli sciacalli e circa venti abitanti persero la vita nel saccheggio. Per ripristinare l'ordine furono inviati 150 soldati britannici Sikh da Mombasa per pattugliare le strade. Squadre di marinai antincendio degli incrociatori St George e Philomel sbarcarono per contenere le fiamme che si stavano diffondendo dal palazzo ai vicini capannoni doganali. Ci fu anche una certa preoccupazione poiché questi contenevano un notevole quantitativo di esplosivi, ma avvenne nessuna esplosione.
Dopo la fuga dal palazzo, il sultano Khālid, il capitano Ṣāleḥ e circa quaranta seguaci cercarono rifugio presso il consolato tedesco, dove furono sorvegliati da dieci marinai e marines tedeschi mentre Mathews posizionò i suoi uomini fuori dalla dipendenza diplomatica in modo da arrestarli se avessero cercato di andarsene.
Nonostante le richieste di estradizione, il console tedesco si rifiutò di consegnare Khālid ai britannici, poiché il trattato sull'estradizione stipulato col Regno Unito dal suo paese escludeva specificamente la consegna di prigionieri politici. Il console tedesco promise di trasferire Khālid nell'Africa Orientale Tedesca, promettendo che egli «non avrebbe più messo piede sul suolo di Zanzibar». Alle 10:00 del 2 ottobre, la SMS Seeadler della Marina tedesca giunse nel porto; con l'alta marea, una delle lance della Seeadler arrivò al cancello del giardino del consolato, dove prelevò Khalid, direttamente da un territorio consolare a una nave da guerra tedesca, rendendolo immune dall'arresto. Il sultano decaduto fu trasferito a Dar es Salaam nell'Africa Orientale Tedesca. Khalid sarebbe stato catturato dalle forze britanniche nel 1916, durante la Campagna dell'Africa orientale ed esiliato prima alle Seychelles e poi a Sant'Elena. Fu successivamente autorizzato a tornare in Africa orientale e morì a Mombasa nel 1927. I sostenitori di Khalid furono puniti e costretti a pagare risarcimenti per coprire il costo dei proiettili sparati e dei danni causati dal saccheggio. Tale cifra ammontò a 300000 rupie.
Il sultano Ḥamūd si dimostrò fedele ai britannici e agì come un fantoccio nelle mani del governo britannico. Il sultanato venne mantenuto solo per evitare i costi connessi con la riduzione di Zanzibar a semplice colonia della corona. Diversi mesi dopo la guerra, Ḥamūd, spinto dai britannici, abolì la schiavitù in tutte le sue forme. L'emancipazione degli schiavi richiedeva loro di presentarsi a un ufficio governativo, e si rivelò un processo lento — dopo dieci anni solo 17293 schiavi erano stati liberati su una popolazione stimata nel 1891 di 60000

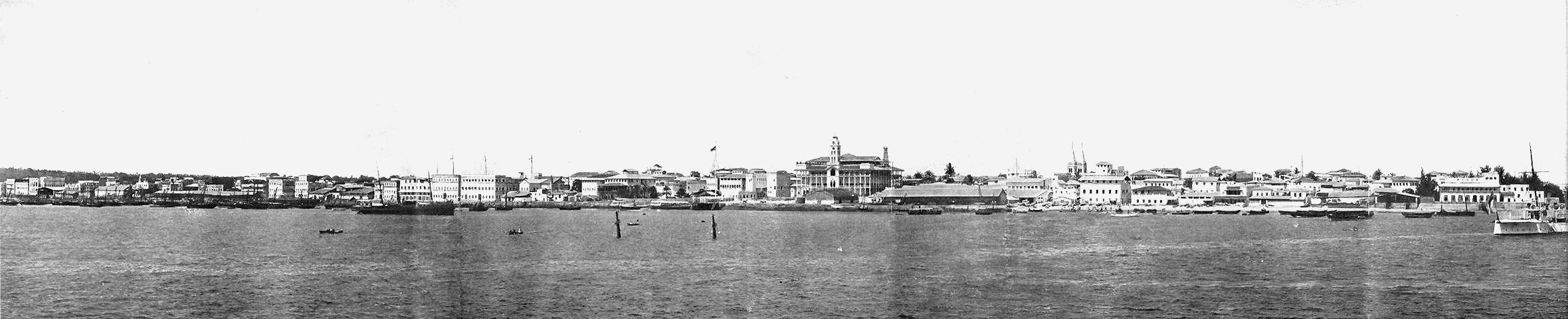
In questa fotografia del porto di Zanzibar, del 1902, si possono notare gli alberi dell'imbarcazione Glasgow. Il Palazzo delle Meraviglie è l'edificio bianco con torre e molti balconi, posto al centro della fotografia, l'harem è a sinistra. Gli edifici del Consolato sono a destra.

Il complesso del palazzo, gravemente danneggiato dai combattimenti, fu completamente rivoluzionato dopo la guerra. L'harem, il faro e il corpo centrale furono infatti demoliti in quanto i bombardamenti li avevano lasciati pericolanti. L'area del vecchio palazzo venne adibita a giardini, mentre un nuovo palazzo fu eretto sul sito dell'harem. La Casa delle Meraviglie era rimasta invece quasi intatta e sarebbe in seguito diventata la sede principale per le autorità governative britanniche. Nel 1897, durante i lavori di ristrutturazione della Casa delle Meraviglie, fu aggiunta una torre dell'orologio sulla facciata per sostituire il faro perduto durante il bombardamento. Il relitto del Glasgow rimase per anni semiaffondato nel porto davanti al palazzo, dove le acque poco profonde assicurarono che i suoi alberi rimanessero visibili per molti anni; fu recuperato e demolito solo nel 1912.
Per la condotta e l'esito delle loro azioni, i protagonisti britannici della pur breve guerra ottennero solenni riconoscimenti dai governi di Londra e di Zanzibar, e molti furono ricompensati con cariche e onori. Il 24 settembre 1896 il generale Raikes, comandante degli àscari, fu nominato membro di Prima Classe (Secondo grado) dell'Ordine della Stella Brillante di Zanzibar, membro di prima classe dell'Ordine di Hamondieh il 25 agosto 1897 e successivamente promosso a comandante degli eserciti di Zanzibar. Il Generale Mathews, comandante dell'esercito di Zanzibar, fu nominato il 25 agosto 1897 membro del Grande Ordine di Hamondieh e divenne primo ministro e tesoriere del governo dell'isola. Il 1º gennaio 1897 Basil Cave, il console, fu nominato Companion of the Order of the Bath e promosso console generale il 9 giugno 1903.
Forse a causa dell'efficacia dimostrata dalla Royal Navy durante il bombardamento, non ci furono ulteriori ribellioni contro la dominazione britannica durante i rimanenti 67 anni del protettorato.

## Durata
La guerra, durata circa 40 minuti, è considerata il più breve conflitto della storia mai registrato. Diverse cifre circa la sua durata ci sono fornite dalle fonti, tra cui 38, 40 e 45 minuti, anche se spesso si cita la durata di 38 minuti. La variazione è dovuta all'interpretazione degli avvenimenti che costituiscono l'inizio e la fine della guerra. Alcune fonti fanno coincidere l'inizio della guerra con lo scadere dell'ultimatum alle 09:00 e alcuni con l'inizio del bombardamento effettivo alle 09.02. La fine del conflitto viene solitamente indicato con le 09:40 quando furono sparati gli ultimi colpi, ma secondo alcune fonti il cessate il fuoco avvenne alle 09:45. I giornali di bordo delle navi britanniche presentano versioni discordanti: la St George indica le 09:35, la Thresh le 09:40, la Racoon le 09:41, la Philomel e lo Sparrow le 09.45.